# Eliyahu Rips
Eliyahu Rips, ros. Илья Аронович Рипс (Ilja Aronowicz Rips), hebr. אליהו ריפס, łot. Iļja Ripss (ur. 12 grudnia 1948 w Rydze, zm. 19 lipca 2024) – łotewsko-izraelski matematyk zajmujący się geometryczną teorią grup, wykładowca akademicki, profesor Uniwersytetu Hebrajskiego w Jerozolimie.

## Życiorys
Urodził się 12 grudnia 1948 roku w Rydze. Studiował na Wydziale Matematyczno-Fizycznym Uniwersytetu Łotewskiego w Rydze. Był pierwszym łotewskim studentem, który uczestniczył w międzynarodowej olimpiadzie matematycznej. Studia rozpoczął w wieku 15 lat, był zwolniony z egzaminów wstępnych.
W nocy 9 kwietnia 1969 roku oblał się naftą i usiłował dokonać samospalenia przed Pomnikiem Wolności w proteście przeciwko interwencji wojsk Układu Warszawskiego w Czechosłowacji. Został aresztowany i poddany badaniom psychiatrycznym. Rozpoznano u niego schizofrenię i poddano przymusowemu leczeniu w Ryskim Szpitalu Psychoneurologicznym. Po dwóch latach uznano go za wyleczonego i zwolniono.
W 1972 roku emigrował do Izraela. Na Uniwersytecie Hebrajskim w Jerozolimie obronił pracę doktorską i w 1975 roku otrzymał tytuł doktora. Za dysertację został wyróżniony Nagrodą Aharona Katzira. W 1979 roku otrzymał Nagrodę Erdősa od Izraelskiego Towarzystwa Matematycznego. W 1994 roku uczestniczył w Międzynarodowym Kongresie Matematyków.
Prace Ripsa nad działaniami grupy na {\displaystyle \mathbb {R} }-drzewie spotkały się z uznaniem środowiska matematycznego.
Rips zajmował się również analizą matematyczną tekstów biblijnych  – w 1994 roku opublikował wspólnie z Witztumem i Rosenbergiem pracę, w której donosił o statystycznie częstszym występowaniu ciągów równoodległych liter (ang. equidistant letter sequences, ELS) w Księdze Wyjścia. Na prace Ripsa i wsp. powoływał się później Drosnin, piszący o „kodzie Biblii”.

## Prace (wybór)
- (1982) Subgroups of small cancellation groups[7]
- (1994) Structure and rigidity in hyperbolic groups. I[8]
- (1995) Canonical representatives and equations in hyperbolic groups[9]
- (1997) Cyclic splittings of finitely presented groups and the canonical JSJ decomposition[10]
- (2002) Isoperimetric and isodiametric functions of groups[11]
- (2002) Isoperimetric functions of groups and computational complexity of the word problem[12]